# Андухар, Мигель
Мигель Энрике Андухар (исп. Miguel Enrique Andújar, 2 марта 1995, Сан-Кристобаль) — доминиканский бейсболист, игрок третьей базы клуба МЛБ «Нью-Йорк Янкис».

## Карьера
Мигель подписал контракт с «Нью-Йорк Янкис» в 2011 году в статусе международного свободного агента. Первые два сезона в системе клуба провёл в Лиге Галф-Кост для новичков. Перед началом сезона 2014 года Андухара перевели в состав клуба A-лиги «Чарлстон Ривер Догс». Сезон 2015 и начало 2016 года Мигель провёл в «Тампа Янкис», после чего был переведён в AA-лигу в «Трентон Тандер». На тот момент он оценивался как лучший молодой игрок третьей базы в организации «Янкис». После окончания чемпионата Мигель выступал за «Скоттсдейл Скорпионс» в осенней Лиге Аризоны. В ноябре «Янкис» включили Андухара в расширенный состав команды, чтобы защитить игрока от выбора на зимнем драфте. Чемпионат 2017 года Мигель также начал в Трентоне, а в июне, после травмы Глейбера Торреса, был переведён в AAA-лигу в состав «Скрэнтон/Уилкс-Барре Рейл Райдерс».
28 июня Мигеля вызвали в основной состав Янкис и он дебютировал в МЛБ в игре против «Чикаго Уайт Сокс». В первом своём матче он реализовал три выхода на биту из четырёх и набрал четыре RBI, побив рекорд клуба для новичков. Оставшуюся часть сезона Андухар провёл в «Рейл Райдерс», вновь его перевели в основу в сентябре.
Во время предсезонных сборов 2018 года Мигель уступил в борьбе за место в составе Нилу Уокеру и Брэндону Друри, начав год в составе «Рейл Райдерс». В основной состав его перевели 1 апреля, после травмы Билли Маккинни. В июне Мигель отметился шестью даблами и семью хоум-ранами в двадцати пяти играх, отбивая с показателем 26,4 %, после чего был признан лучшим новичком месяца в Американской лиге.